# Berteaucourt-les-Dames
Pour les articles homonymes, voir Berteaucourt (homonymie).
Berteaucourt-les-Dames est une commune française située dans le département de la Somme en région Hauts-de-France.

## Géographie

### Localisation
Berteaucourt-les-Dames est un village picard de l'Amiénois proche du Ponthieu.
À vol d'oiseau, la localité est située à 4 km au sud-est de Domart-en-Ponthieu, 6 km au nord-est de Flixecourt, 10 km au sud de Bernaville, 18 km au sud-ouest de Doullens, 20 km au nord-ouest d'Amiens et à 24 km au sud-est d'Abbeville.
Le territoire de la commune est limitrophe de ceux de quatre communes.
Les communes limitrophes sont Vignacourt, Pernois, Saint-Léger-lès-Domart et Saint-Ouen.

### Géologie et relief
Le territoire s'étend entre 24 et 122 mètres d'altitude. Son point culminant se situe à la limite communale avec Vignacourt au sud, tandis que le point le plus bas se trouve au lieu où la Nièvre quitte le village pour Saint-Ouen.
La commune se situe dans la vallée de la Nièvre qui entaille le plateau Picard d'est en ouest. Ce cours d'eau a formé un coteau plus abrupt en rive droite ayant laissé une pente plus douce rive gauche au sud, creusée par les vallons de la Vallée et de la Gorge. Le village est établi entre 27 et 39 mètres au-dessus du niveau de la mer, la chapelle Saint-Gauthier à 30 mètres, l'église à 34 mètres, l'usine d'Harondel à 28 mètres.

### Hydrographie

#### Réseau hydrographique

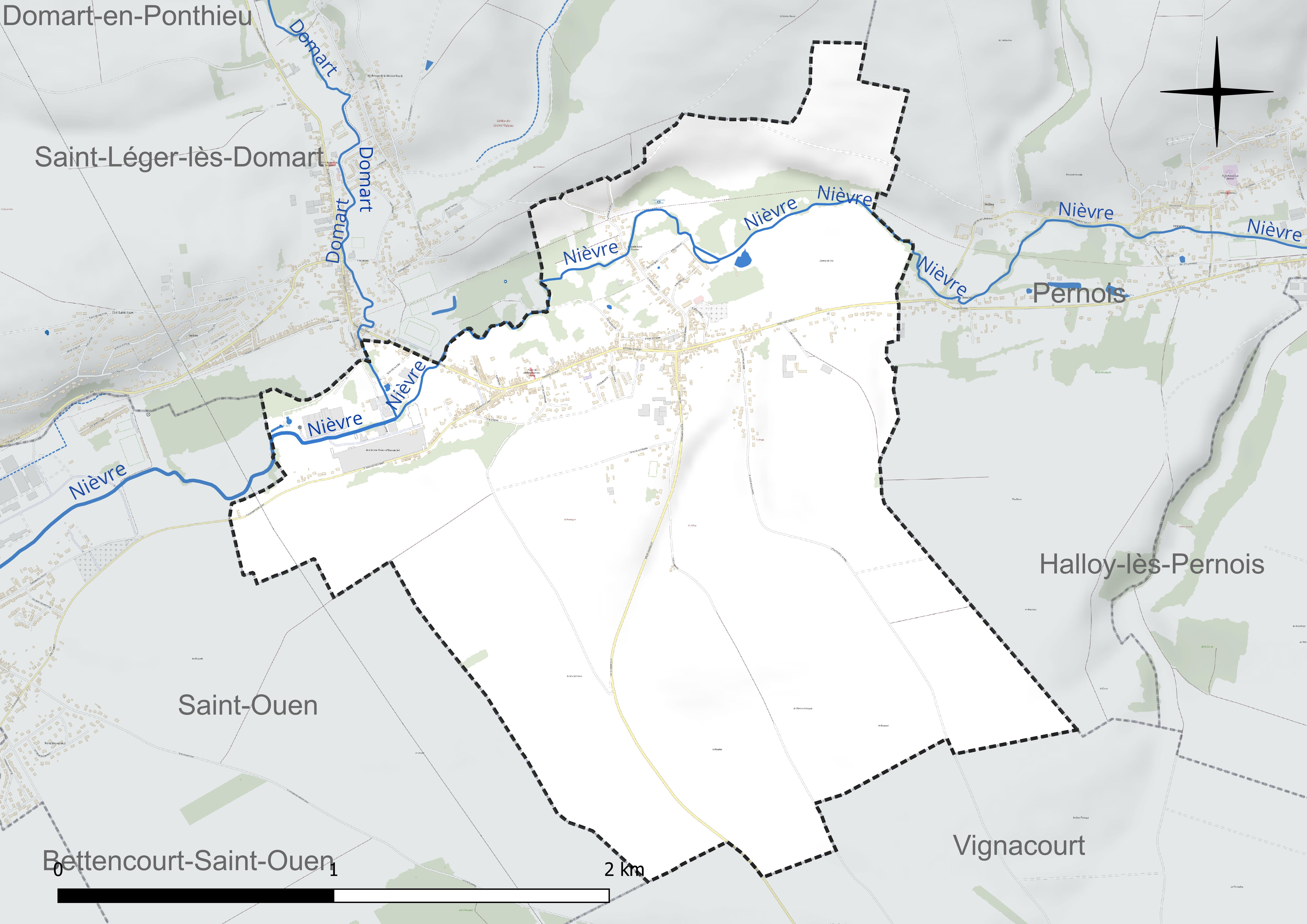
Réseau hydrographique de Berteaucourt-les-Dames.

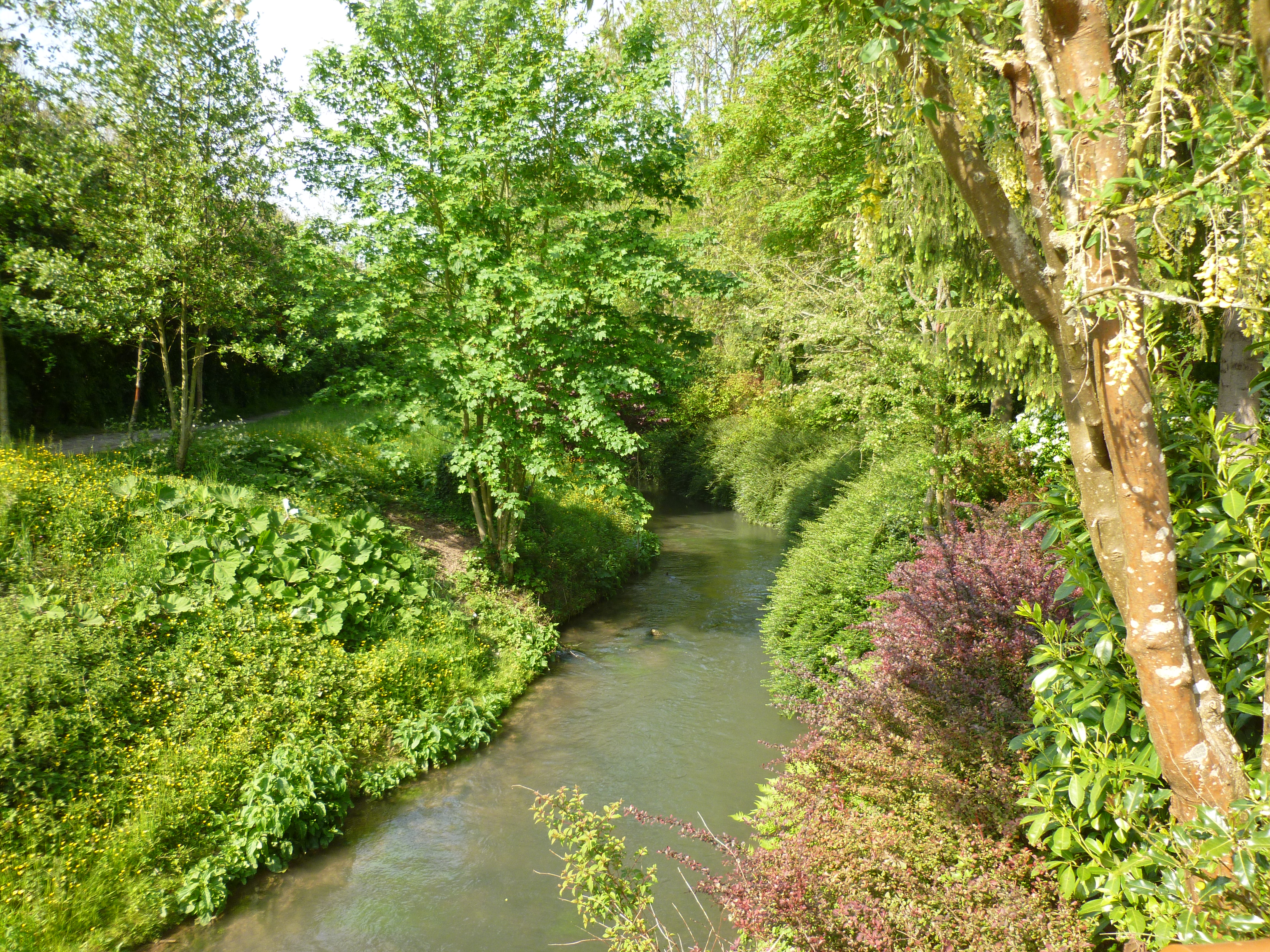
La Nièvre à Berteaucourt-les-Dames depuis le pont de la route départementale 12.

La commune est située dans le bassin Artois-Picardie.
Elle est drainée par la Nièvre et le Domart.
La Nièvre, d'une longueur de 22 km, prend sa source dans la commune de Naours et se jette  dans la Somme canalisée à L'Étoile, après avoir traversé 13 communes. Le fond de la vallée de la Nièvre comprend également plusieurs résurgences comme en témoignent la source Sainte-Marie Madeleine et une pièce d'eau au lieu-dit le Champ du Pré. Une station d'épuration a été construite à l'ouest de la commune. Le fond de la vallée de la Nièvre est exposé aux remontées de nappes phéatiques.

#### Gestion et qualité des eaux
Le territoire communal est couvert par le schéma d'aménagement et de gestion des eaux (SAGE) « Somme aval et Cours d'eau côtiers ». Ce document de planification concerne un territoire de 1 835 km2 de superficie, délimité par le bassin versant de la Somme canalisée. Le périmètre a été arrêté le 29 avril 2010 et le SAGE proprement dit a été approuvé le 6 août 2019. La structure porteuse de l'élaboration et de la mise en œuvre est le syndicat mixte d'aménagement hydraulique du bassin versant de la Somme (AMEVA).
La qualité des cours d'eau peut être consultée sur un site dédié géré par les agences de l'eau et l'Agence française pour la biodiversité.

### Climat
Pour des articles plus généraux, voir Climat des Hauts-de-France et Climat de la Somme.
En 2010, le climat de la commune est de type climat océanique altéré, selon une étude du CNRS s'appuyant sur une série de données couvrant la période 1971-2000. En 2020, Météo-France publie une typologie des climats de la France métropolitaine dans laquelle la commune est exposée à un climat océanique et est dans la région climatique Côtes de la Manche orientale, caractérisée par un faible ensoleillement (1 550 h/an) ; forte humidité de l'air (plus de 20 h/jour avec humidité relative > 80 % en hiver), vents forts fréquents.
Pour la période 1971-2000, la température annuelle moyenne est de 10,4 °C, avec une amplitude thermique annuelle de 14 °C. Le cumul annuel moyen de précipitations est de 763 mm, avec 12,3 jours de précipitations en janvier et 8,3 jours en juillet. Pour la période 1991-2020, la température moyenne annuelle observée sur la station météorologique la plus proche, située sur la commune de Bernaville à 10 km à vol d'oiseau, est de 10,4 °C et le cumul annuel moyen de précipitations est de 877,3 mm,. Pour l'avenir, les paramètres climatiques de la commune estimés pour 2050 selon différents scénarios d'émission de gaz à effet de serre sont consultables sur un site dédié publié par Météo-France en novembre 2022.

### Milieux naturels et biodiversité
Les cours de la Nièvre et de la Domart constituent une zone naturelle d'intérêt écologique, faunistique et floristique de type 1, ainsi que des corridors écologiques pour la faune et la flore locale.

## Urbanisme

### Typologie
Au 1er janvier 2024, Berteaucourt-les-Dames est catégorisée bourg rural, selon la nouvelle grille communale de densité à sept niveaux définie par l'Insee en 2022.
Elle appartient à l'unité urbaine de Saint-Léger-lès-Domart, une agglomération intra-départementale regroupant sept  communes, dont elle est ville-centre,,.
Par ailleurs la commune fait partie de l'aire d'attraction d'Amiens, dont elle est une commune de la couronne, et sa zone d'emploi. Cette aire, qui regroupe 369 communes, est catégorisée dans les aires de 200 000 à moins de 700 000 habitants,.
La commune fait partie du bassin de vie de Flixecourt.

### Occupation des sols

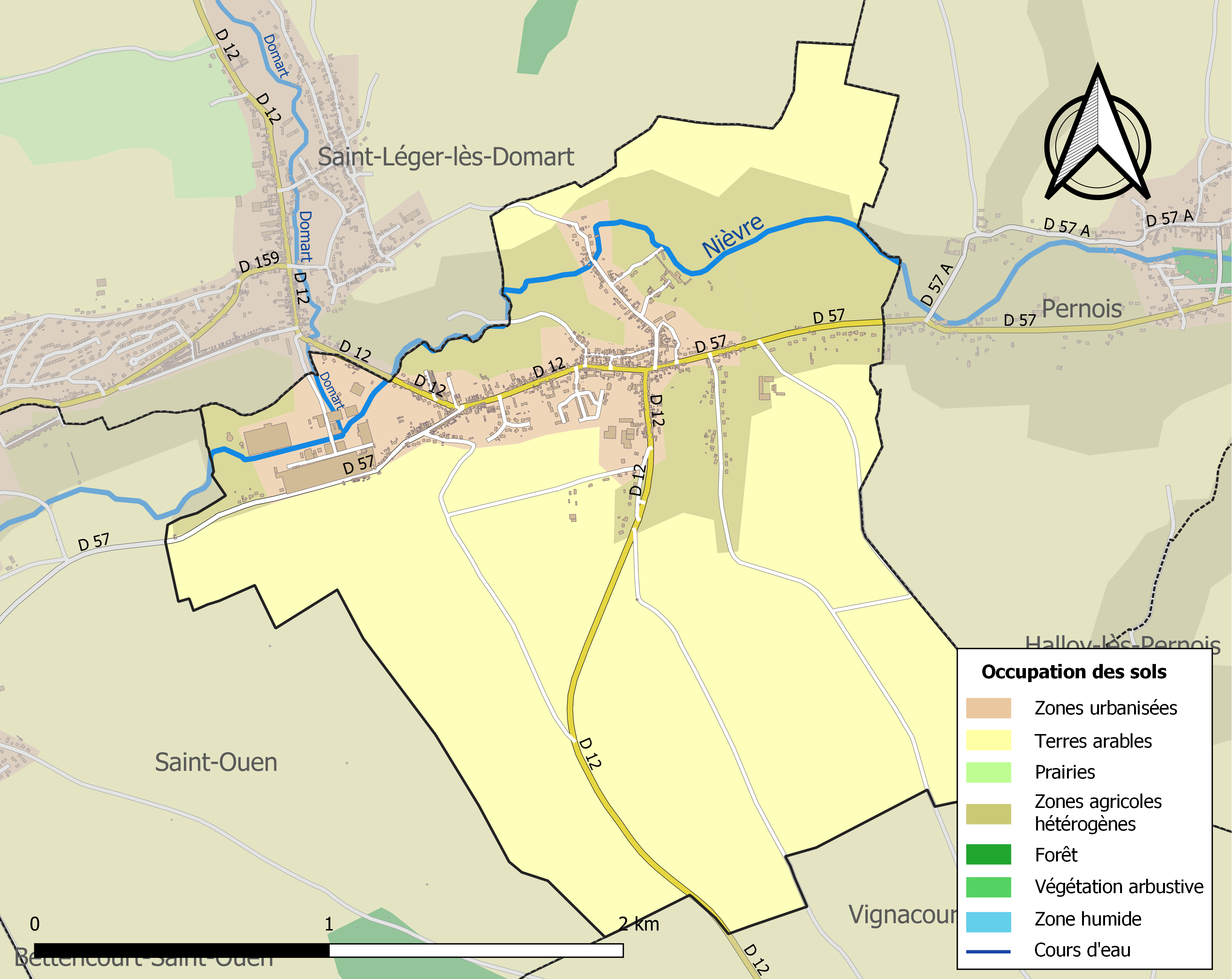
Carte des infrastructures et de l'occupation des sols de la commune en 2018 (CLC).

L'occupation des sols de la commune, telle qu'elle ressort de la base de données européenne d'occupation biophysique des sols Corine Land Cover (CLC), est marquée par l'importance des territoires agricoles (87,7 % en 2018), en diminution par rapport à 1990 (89,2 %).
La répartition détaillée en 2018 est la suivante : terres arables (68,5 %), zones agricoles hétérogènes (19,2 %), zones urbanisées (12,3 %).
L'évolution de l'occupation des sols de la commune et de ses infrastructures peut être observée sur les différentes représentations cartographiques du territoire : la carte de Cassini (XVIIIe siècle), la carte d'état-major (1820-1866) et les cartes ou photos aériennes de l'IGN pour la période actuelle (1950 à aujourd'hui).

### Morphologie urbaine
La commune présente un habitat groupé, inséré dans la nébuleuse urbaine de la vallée de la Nièvre dont la physionomie a été marquée par l'industrie textile qui se développa aux XIXe et dans la première moitié du XXe siècle.

### Habitat et logement
En 2021, le nombre total de logements dans la commune était de 547, alors qu'il était de 536 en 2016 et de 522 en 2011.
Parmi ces logements, 83,8 % étaient des résidences principales, 1,3 % des résidences secondaires et 14,9 % des logements vacants. Ces logements étaient pour 96,6 % d'entre eux des maisons individuelles et pour 2,1 % des appartements.
Le tableau ci-dessous présente la typologie des logements à Berteaucourt-les-Dames en 2021 en comparaison avec celle de la Somme et de la France entière. Une caractéristique marquante du parc de logements est ainsi la faible proportion des résidences secondaires et logements occasionnels (1,3 %) par rapport au département (8,4 %) et à la France entière (9,7 %).
| Typologie                                               | Berteaucourt-les-Dames | Somme | France entière |
| ------------------------------------------------------- | ---------------------- | ----- | -------------- |
| Résidences principales (en %)                           | 83,8                   | 83,1  | 82,2           |
| Résidences secondaires et logements occasionnels (en %) | 1,3                    | 8,4   | 9,7            |
| Logements vacants (en %)                                | 14,9                   | 8,5   | 8,1            |

### Voies de communications et transports
La commune est desservie par deux routes départementales : la D 12 et la D 57. La route départementale 57 reliant Hangest-sur-Somme à Canaples constitue l'axe principal du village (rues Jean-Baptiste-Saint, Eugène-Letocart, de l'Abbé-Desmis). Le tracé nord-sud de la route départementale 12, reliant Amiens à Nampont emprunte les rues Léon-Blum et Lucien-Peyrat. La rue du Courtil-au-Bois se prolonge par une route communale en direction de Vignacourt.
Les gares les plus proches sont celles d'Hangest-sur-Somme et de Longpré-les-Corps-Saints sur la ligne Amiens - Boulogne-sur-Mer respectivement à 10 et 12 km au sud-ouest.
La commune est desservie par le réseau des cars interurbains de la Somme Trans'80 par deux lignes : la ligne 24 de Domart-en-Ponthieu à Doullens et la ligne 55 de Domart-en-Ponthieu à Amiens.
Un chemin de randonnée est aménagé sur la plateforme de l'ancienne ligne de Canaples à Longroy - Gamaches 

## Toponymie
Le nom de la localité est attesté sous les formes Bertolcuri en 1095 , Bertolcori en 1109 , Bertaucori en 1146 , Bertaudicuri et Bertoucort en 1218.
Les noms de localités se terminant par -court sont de formation germano-romane. Le radical « court », dérive du terme latin Curtis désignant une cour de ferme, une ferme, un domaine puis un village. Le préfixe Berteau serait dérivé du nom germanique d'un des propriétaires du lieu après les Invasions barbares des Ve siècle et VIe siècle,,.
L'abbaye Notre-Dame-du-Pré ou abbaye Sainte-Marie de Berteaucourt est à l'origine de l'évolution  du nom du village en « Berteaucourt-les-Dames ». L'abbaye rachète la seigneurie en 1233 et les abbesses deviennent « les Dames de Berteaucourt ».

## Histoire

### Moyen Âge
L'abbaye Notre-Dame-du-Pré ou abbaye Sainte-Marie de Berteaucourt est fondée en 1094 par Gautier de Pontoise. À l'origine, le nom était « Monastère de Sainte Marie de Wasto ». Vasto serait Vaulx-sur-l'Authie village près d'Auxi-le-Château où aurait existé une petite communauté religieuse transférée à Berteaucourt en 1095.

### Révolution française et Empire
L'abbaye, dévastée, est vendue comme bien national durant la Révolution française.

### Époque contemporaine
La première école communale de Berteaucourt-les-Dames est aménagée en 1835 dans une maison rachetée à M. Delavisse. Devenue exigue, elle est agrandie en 1872 sur les plans de Henry Antoine, architecte de l'arrondissement de Doullens et comprend une seule classe et un logement d'instituteur, ainsi que les locaux de la mairie (salle de mairie, cabinet du maire et salle des archives). En 1903, les locaux sont à nouveau trop petits et la commune achète la propriété voisine puis confie à l’architecte Anatole Bienaimé la conception de l'extension, qui prolonge l'existant d'un module identique de sept travées, permettant l'aménagement de deux classes au rez-de-chaussée et d'un logement pour un instituteur adjoint marié à l'étage. En 1873, la commune fait édifier l'école des filles par Louis Henry Antoine. Elle est livrée en 1876. Constituée d'un petit bâtiment en rez-de-chaussée, situé rue de Ville, elle abrite une classe unique éclairée par six fenêtres. En 1896, son extension est livrée, puis la travée centrale remaniée après la Première Guerre mondiale.
En 1861, les frères Saint achètent l'usine textile d'Harondel à Berteaucourt-les-Dames et l'intègrent à ce qui deviendra le groupe Saint Frères.
Entre 1874 et 2003, Berteaucourt-les-Dames est traversé par la ligne de Canaples à Longroy - Gamaches par Longpré-les-Corps-Saints dite de Doullens au Tréport. Des haltes y sont établies dans les communes voisines de Saint-Léger-lès-Domart et de Pernois. Reliant les principales industries locales, notamment les usines Saint Frères, elle est fermée au trafic voyageurs en 1938 avant d'être totalement déclassée à tout trafic en 2003.
En 1910, l'architecte Anatole Bienaimé construit pour l'entreprise Saint Frères un magasin coopératif dit Prévoyance d'Harondel, réservé à ,ses salariés, comme à Beauval, Saint-Ouen, Flixecourt et Pont-Remy. Le bâtiment est démoli  vers 2002 pour laisser place à un supermarché

## Politique et administration

### Rattachements administratifs et électoraux

#### Rattachements administratifs
La commune se trouve depuis 1926 dans l'arrondissement d'Amiens du département de la Somme.
Elle faisait partie depuis 1793 du canton de Domart-en-Ponthieu. Dans le cadre du redécoupage cantonal de 2014 en France, cette circonscription administrative territoriale a disparu, et le canton n'est plus qu'une circonscription électorale.

#### Rattachements électoraux
Pour les élections départementales, la commune fait partie depuis 2014 du canton de Flixecourt.
Pour l'élection des députés, elle fait partie de la première circonscription de la Somme.

### Intercommunalité
Berteaucourt-les-Dames était membre de la communauté de communes du Val de Nièvre et environs, un établissement public de coopération intercommunale (EPCI) à fiscalité propre créé fin 1992 et auquel la commune avait transféré un certain nombre de ses compétences, dans les conditions déterminées par le code général des collectivités territoriales.
Dans le cadre des dispositions de la loi portant nouvelle organisation territoriale de la République du 7 août 2015, qui prévoit que les établissements publics de coopération intercommunale (EPCI) à fiscalité propre doivent avoir un minimum de 15 000 habitants, cette intercommunalité a fusionné avec la petite communauté de communes de l'Ouest d'Amiens pour former, le 1er janvier 2017, la communauté de communes Nièvre et Somme, dont est désormais membre la commune.

### Liste des maires
| Période                                  | Période      | Identité                   | Étiquette | Qualité                                           |
| ---------------------------------------- | ------------ | -------------------------- | --------- | ------------------------------------------------- |
| Les données manquantes sont à compléter. |              |                            |           |                                                   |
|                                          |              |                            |           |                                                   |
| 1951                                     |              | Lucien Peyrat              |           | Décoré comme l'un des plus vieux maires de France |
|                                          |              |                            |           |                                                   |
| mars 1989                                | 2001         | Jackie Godart              |           |                                                   |
| mars 2001                                | 2014         | Jean-Paul Delavenne        |           | Agriculteur                                       |
| 2014                                     | mai 2020     | Astrid Cocquempot-Bonefaes |           |                                                   |
| mai 2020                                 | janvier 2025 | M. Dominique Morel,        | App. PCF  | Gérant d'un bar-bureau de presse Démissionnaire   |

## Population et société

### Démographie
L'évolution du nombre d'habitants est connue à travers les recensements de la population effectués dans la commune depuis 1793. Pour les communes de moins de 10 000 habitants, une enquête de recensement portant sur toute la population est réalisée tous les cinq ans, les populations de référence des années intermédiaires étant quant à elles estimées par interpolation ou extrapolation. Pour la commune, le premier recensement exhaustif entrant dans le cadre du nouveau dispositif a été réalisé en 2005.

En 2022, la commune comptait 1 095 habitants, en évolution de −5,68 % par rapport à 2016 (Somme : −1,26 %, France hors Mayotte : +2,11 %).
| 1793 | 1800 | 1806 | 1821 | 1831 | 1836 | 1841 | 1846 | 1851 |
| ---- | ---- | ---- | ---- | ---- | ---- | ---- | ---- | ---- |
| 536  | 571  | 666  | 700  | 723  | 740  | 730  | 723  | 680  |

| 1856 | 1861 | 1866 | 1872 | 1876  | 1881  | 1886  | 1891  | 1896  |
| ---- | ---- | ---- | ---- | ----- | ----- | ----- | ----- | ----- |
| 709  | 715  | 842  | 972  | 1 175 | 1 426 | 1 531 | 1 566 | 1 656 |

| 1901  | 1906  | 1911  | 1921  | 1926  | 1931  | 1936  | 1946  | 1954  |
| ----- | ----- | ----- | ----- | ----- | ----- | ----- | ----- | ----- |
| 1 547 | 1 643 | 1 498 | 1 303 | 1 282 | 1 233 | 1 241 | 1 184 | 1 171 |

| 1962  | 1968  | 1975  | 1982  | 1990  | 1999  | 2005  | 2006  | 2010  |
| ----- | ----- | ----- | ----- | ----- | ----- | ----- | ----- | ----- |
| 1 092 | 1 149 | 1 067 | 1 044 | 1 116 | 1 109 | 1 150 | 1 170 | 1 165 |

| 2015  | 2020  | 2022  | - | - | - | - | - | - |
| ----- | ----- | ----- | - | - | - | - | - | - |
| 1 161 | 1 074 | 1 095 | - | - | - | - | - | - |

## Culture locale et patrimoine

### Lieux et monuments

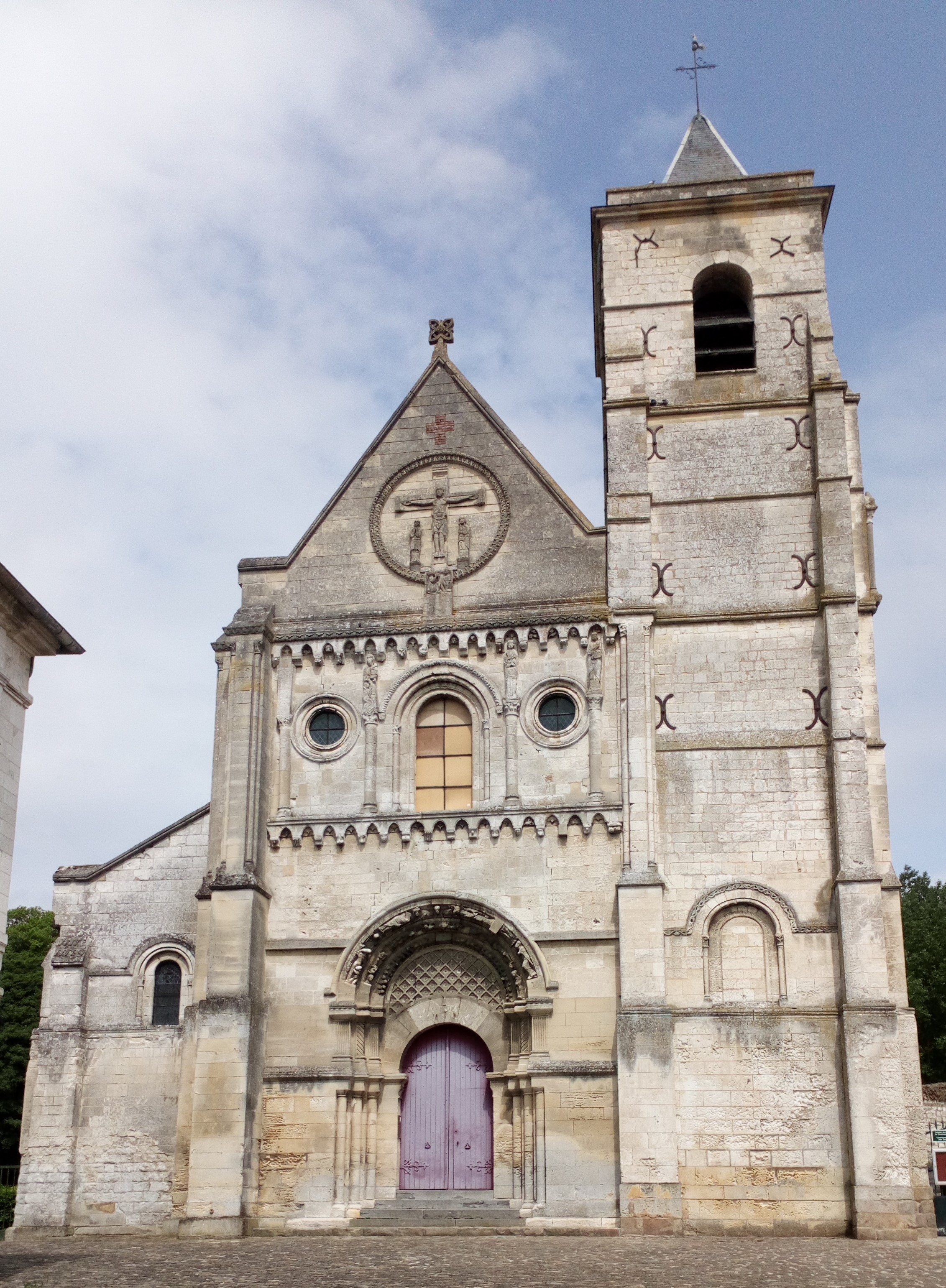
Façade de l'église abbatiale.

La commune compte deux monuments historiques classés sur son territoire, issus de l'ancienne Abbaye Notre-Dame de Berteaucourt-les-Dames, fondée par Gautier de Pontoise en 1093 et appartenant à l'ordre de Saint-Benoît, qui est dévastée lors de la Révolution française et ses bâtiments abbatiaux vendus comme biens nationaux.
Il en subsiste l'église abbatiale et l'hostellerie : 
- L'ancienne église abbatiale de Berteaucourt-les-Dames, devenue église paroissiale Saint-Nicolas Classée MH (1840 )[47],[48] constitue l'un des derniers édifices roman avant l'avènement du gothique. 
Elle connaît d'importants travaux de restauration au XIXe siècle.
Le tombeau de l’abbesse Charlotte d'Halluin, morte en 1605, s'y trouve.
- L'hostellerie  Classée MH (1995 )[49], principal bâtiment subsistant de l'abbaye et datant du XVIIIe siècle, amputé entre 1840 et 1900 des dernières travées orientales, a été restaurée en 2007-2008. Son architecture est ordonnancée par des pilastres à refends, des chaines d'angles et des bandeaux horizontaux.

On peut également signaler : 

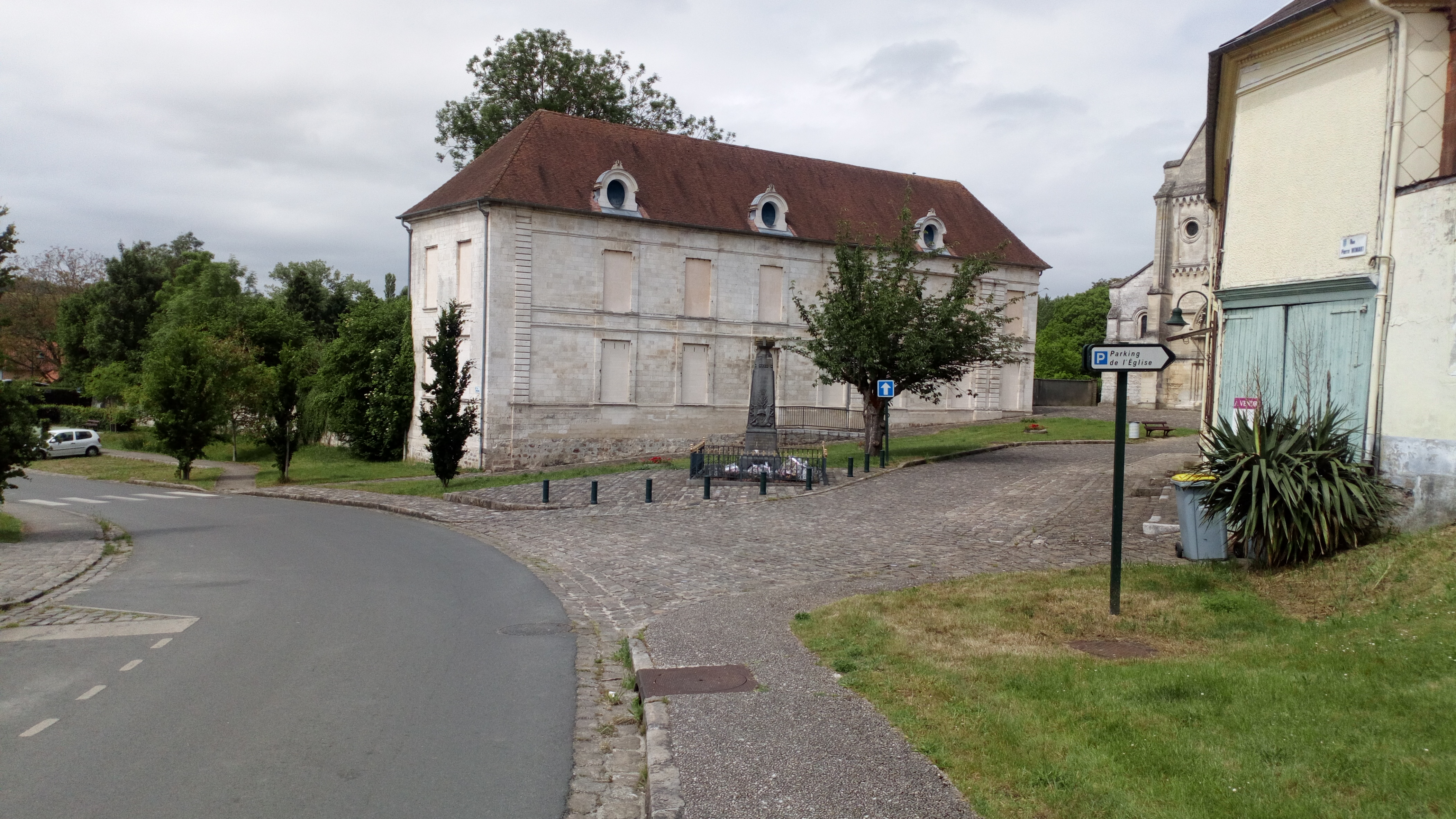
L'hostellerie.

- Ancienne maison de maître de la fin  du XIXe siècle, devenue la mairie dans les années 1980[50].
- L'école primaire de garçons, 11-13 Eugène-Letocart, elle a abrité la première mairie de la commune[32].
- L'école Léonard-de-Vincy, l'ancienne école primaire de filles, 41 rue Eugène-Letocart[33].

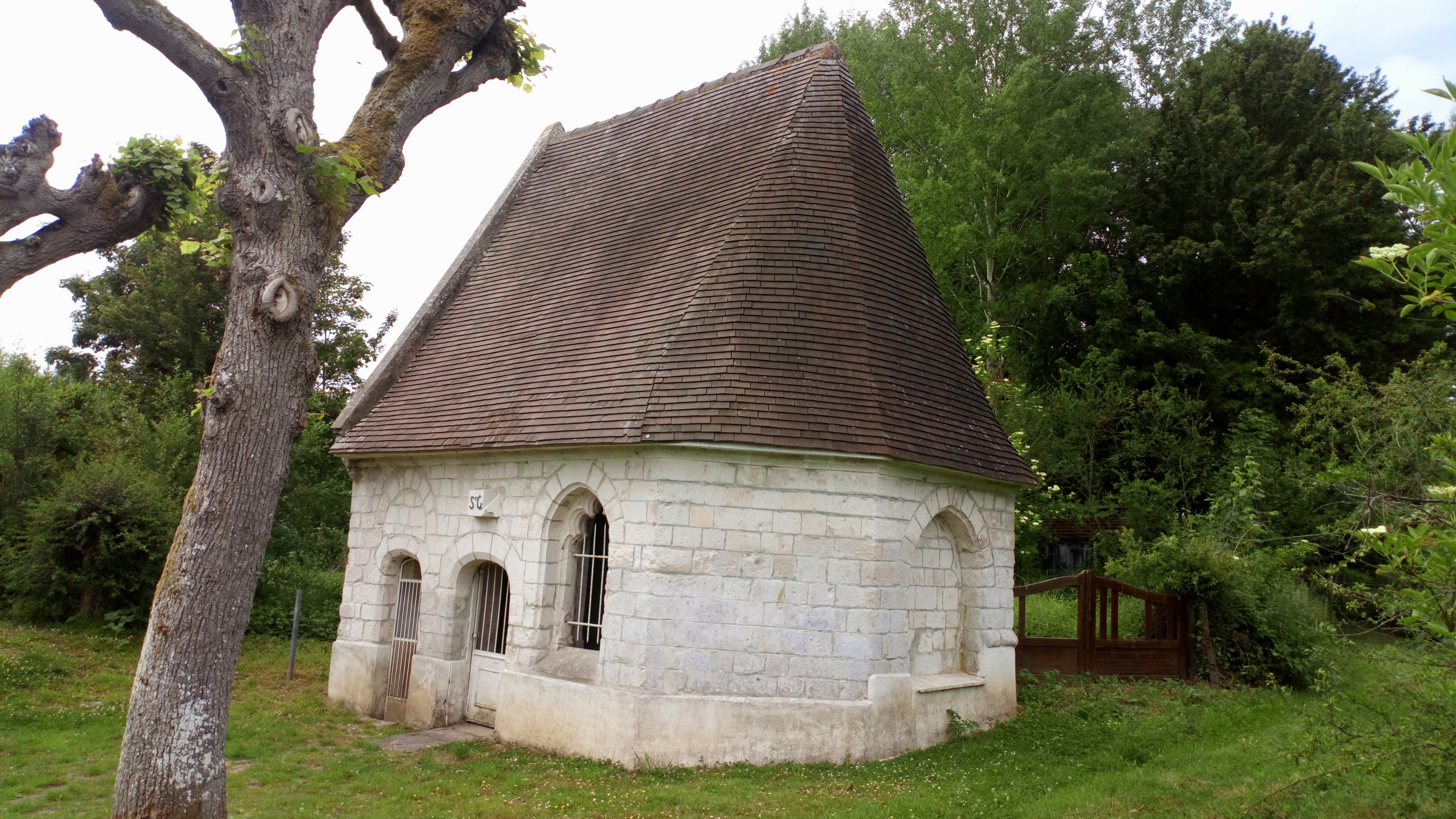
La chapelle Saint-Gautier.

- La chapelle Saint-Gautier : selon la tradition Gautier de Pontoise aurait fait jaillir une source à cet endroit lorsqu'il était ermite à Berteaucourt. Cette source était réputée pour guérir les maladies des yeux. 
La chapelle actuelle aurait été construite au XVIe siècle au dessus de la fontaine. On peut y voir un sarcophage mérovingien
Un pèlerinage s'y perpétue le 3e dimanche de mai[51],[52],[53].
- Le bois des Dames : le chemin des Dames menant à l'Arbre de la Croix de Saint-Léger-les-Domart emprunté par les religieuses de l'abbaye bénédictine.
- L'ensemble industriel Saint-Frères : il s'agit de l'une des nombreuses usines des anciennes filatures de tissage de Jute Saint Frères construite dans la vallée de la Nièvre[54]. Datant de 1870, elle est complétée par une cité ouvrière entre 1892 et 1910 située rue Lucien-Peyrat[55].
Le site qui, depuis la fermeture en 2009 de l'entreprise Sièges de France, est une friche abandonnée, a été acquise en 2021 par l'intercommunaloité, qui souhaite la reconvertir afin d'y réaliser une crèche, un lieu culturel comprenant l'école intercommunale de musique et  80 logements[56],[57], ce qui est subordonné à la modification du document d'urbanisme de la commune[58].

- Cité ouvrière Saint-Frères, 61 à 69 rue Eugène-Létocart, du début du XXe siècle[59].
- L'ancien site  du moulin conventuel sur la Nièvre, attesté au début du XIIe siècle, à la même époque que l'abbaye. 
Selon les documents de la Révolution, le moulin, qui avait été affermé en 1786 par les religieuses à Dominique Binet, est vendu à l'exploitant qui le conserve dans sa famille jusqu'en 1864, année où il le passe à la famille Froidure qui possédait auparavant le moulin de Pernois. Celle-ci construit de nouveaux bâtiments et réalise un remaniement important du site, qui conserve cependant le même usage industriel.
Après la Première Guerre mondiale, la veuve d'Aimé Froidure, Émelina Renouard, meunière et boulangère, revend le moulin à Paul Crépin. Celui-ci procède en 1918 à une modernisation des équipements : la roue et les meules sont remplacées respectivement par une turbine hydraulique et des cylindres broyeurs, pour devenir une des rares minoterie de la vallée de la Nièvre fonctionnant durant l'entre-deux-guerres. L'établissement cesse son activité en 1940. Les bâtiments sont devenus des habitations[60].

### Personnalités liées à la commune
- Gautier de Pontoise (Saint-Gauthier) : fondateur au XIe siècle de l'abbaye bénédictine en 1093.
- Angélique d'Estrées (1564?-1634) : d'abord religieuse à Poissy puis abbesse de Berteaucourt, et enfin mère-abbesse de l'abbaye de Maubuisson à Saint-Ouen-l'Aumône en 1597 grâce au roi Henri IV ; celle-ci eut douze bâtards résultant d'une vie dissolue.
- Gabrielle d'Estrées (vers 1570-1599) : morte à Paris, elle fut la maîtresse d'Henri IV dont elle eut trois enfants légitimes.

## Pour approfondir